# José Vivó
José Vivó Costa (Barcelona, 19 de mayo de 1917-Barcelona, 26 de julio de 1989) fue un actor español. Fue un reconocido actor de reparto que trabajó en teatro, cine y televisión.

## Biografía
Inició estudios de ingeniería, que tuvo que abandonar a consecuencia del inicio de la guerra civil española. Combatió junto al ejército republicano y al finalizar el conflicto, se dedicó plenamente al mundo de la interpretación.
Se inicia sobre las tablas en su tierra natal, debutando en el cine en 1946. Cuatro años más tarde se traslada a Madrid y en esta capital permanece durante casi toda su vida profesional. 
En teatro participó en los montajes de La señal que se espera, Soledad,  El jefe, La puta respetuosa, El proceso del arzobispo Carranza, Las tres hermanas, El anzuelo de Fenisa, Trampa para un hombre solo, Alejandro Magno, El sistema Fabrizzi, La muchacha del sombrerito rosa, La gaviota, La loca de Chaillot, Marat Sade, El jardín de los cerezos, El rinoceronte, El álbum familiar, Cómo ama la otra mitad, Qué absurda es la gente absurda y Doña Rosita la soltera.
De su paso por la gran pantalla pueden mencionarse títulos como Bienvenido, Mister Marshall (1953), La venganza de Don Mendo (1961), Las Ibéricas F.C. (1971), Ana y los lobos (1973), Las largas vacaciones del 36 (1976),  Mamá cumple cien años (1979), El crimen de Cuenca (1980), El Sur (1983), El caballero del dragón (1985) y El Lute: camina o revienta (1987).
Sin embargo fue la televisión el medio en el que probablemente se prodigó con mayor asiduidad. Estuvo presente en los estudios de Televisión española desde los inicios de sus emisiones en la década de 1950 y participó en decenas de series y espacios de teatro televisado.
A principios de los 80 siguió vinculado al teatro junto a su mujer Cristina Martos, también escritora de teatro. Actualmente su hijo Diego tiene una escuela de teatro y sigue la estela de su padrastro.

## Filmografía (cine)
| - Costa Brava (1946) - La casa de las sonrisas (1948) - Doce horas de vida (1949) - Tiempos felices (1950) - La noche del sábado (1950) - La trinca del aire (1951) - Bienvenido, Mister Marshall (1953) - The Italians They Are Crazy (1958) - La venganza de Don Mendo (1961) - Las nenas del mini-mini (1969) - El certificado (1970) - Las Ibéricas F.C. (1971) - Las melancólicas (1971) - Ana y los lobos (1972) - The Scarlet Letter (1973) - Flor de santidad (1973) - Vera, un cuento cruel (1973) - Cebo para una adolescente (1974) - Vida conyugal sana (1974) - El chulo (1974) - Sex o no sex (1974) - Doctor, me gustan las mujeres, ¿es grave? (1974) - El asesino no está solo (1975) - El vicio y la virtud (1975) - Madrid, Costa Fleming (1976) - Las largas vacaciones del 36 (1976) - Cuando los maridos se iban a la guerra (1976) - La ciutat cremada (1976) - Volvoreta (1976) - El segundo poder (1976) - El hombre que supo amar (1977) - El puente (1977) - El perro (1977) | - El último guateque (1978) - El sacerdote (1978) - Cabo de vara (1978) - Traffic Jam (1979) - El día del presidente (1979) - Mamá cumple cien años (1979) - El Buscón (1979) - El crimen de Cuenca (1980) - Los fieles sirvientes (1980) - La plaça del Diamant (1982) - Asesinato en el Comité Central (1982) - La colmena (1982) - Femenino singular (1982) - El sur (1983) - Panic Beats (1983) - La bestia y la espada mágica (1983) - La mujer del juez (1984) - El jardín secreto (1984) - Mon ami Washington (1984) - Padre nuestro (1985) - Luces de bohemia (1985) - Caso cerrado (1985) - El caballero del dragón (1985) - La noche de la ira (1986) - El hermano bastardo de Dios (1986) - La guerra de los locos (1986) - Policía (1987) - El Lute: camina o revienta (1987) - Jarrapellejos (1988) - La diputada (1988) - Diario de invierno (1988) - La puñalada (1990) |

## Filmografía (teatro/televisión)
| - Brigada central (1989-1990) - Juncal (1989) - El mundo de Juan Lobón - 14 de enero de 1989 - Recuerda cuándo - La soledad (18 de noviembre de 1987) - Media naranja (1986) - La huella del crimen - El crimen del Capitán Sánchez (19 de abril de 1985) - Proceso a Mariana Pineda (1984) - Cuentos imposibles - Nuevo amanecer (9 de octubre de 1984) - Hostal Valladolid (30 de octubre de 1984) - Las pícaras - La viuda valenciana (22 de abril de 1983) - Juanita, la Larga (1982) - Escrito en América - Cavar un foso (15 de julio de 1979) - El juglar y la reina - El enigma de don Carlos (14 de noviembre de 1978) - Curro Jiménez - La gran batalla de Andalucía (26 de enero de 1977) - El quinto jinete - El gato negro (17 de noviembre de 1975) - El teatro - Cuarto de estar (16 de diciembre de 1974) - El castillo (20 de enero de 1975) - Cuentos y leyendas - Don Pedro Hambre (12 de noviembre de 1974) - El libro de los tesoros (5 de diciembre de 1975) - Noche de teatro - Renata Mauperin (30 de agosto de 1974) - Los pintores del Prado - Velázquez: La nobleza de la pintura (24 de mayo de 1974) - Los libros - La Celestina (2 de abril de 1974) - Juan y Manuela (1974) - Tres eran tres (1972) - Ficciones - Viaje a otros mundos (5 de octubre de 1972) - Las doce caras de Eva - Cáncer (17 de noviembre de 1971) - Libra (22 de diciembre de 1971) - Del dicho al hecho - Genio y figura hasta la sepultura (19 de marzo de 1971) - Hora once - El ilustre Selsam (5 de diciembre de 1970) - El viejo sastre (1 de julio de 1971) - Flores tardías (9 de septiembre de 1972) - Teatro de misterio - Mejor muerto (24 de agosto de 1970) | - Pequeño estudio - Ivanóvich y Semenóvich (23 de abril de 1969) - Las siemprevivas se marchitan en otoño (31 de julio de 1970) - Teatro de siempre - La señorita de Trevélez (17 de abril de 1969) - Los verdes campos del Edén (24 de abril de 1969) - El galán fantasma (3 de julio de 1969) - Las falsas confidencias (22 de junio de 1970) - Miedo de mí (11 de marzo de 1971) - Mademoiselle de Lowenzorn (28 de abril de 1971) - Las almas muertas (26 de mayo de 1971) - Madame Fimiani (27 de noviembre de 1972) - Habitación 508 - El caballo (11 de octubre de 1966) - El crimen (8 de noviembre de 1966) - El muerto (6 de diciembre de 1966) - Hermenegildo Pérez, para servirle - Un marido futuro, muy futuro (19 de agosto de 1966) - La pequeña comedia - El collar (12 de marzo de 1966) - Estudio 1 - Las manos son inocentes (2 de marzo de 1966) - El rinoceronte (29 de junio de 1966) - El caso del señor vestido de violeta (8 de abril de 1969) - El gesticulador (20 de mayo de 1969) - La casa de Sam Ego (20 de marzo de 1971) - Don Gil de las calzas verdes (18 de junio de 1971) - El retamal (8 de septiembre de 1972) - Pleito familiar (17 de febrero de 1975) - Chatterton (22 de junio de 1978) - Un enemigo del pueblo (29 de mayo de 1981) - La gaviota (19 de abril de 1982) Eugeni - Un marido ideal (22 de noviembre de 1982) - Teatro breve - El Retrato (1 de enero de 1966) - Dos caminos (31 de julio de 1971) - Novela - Anastasia (9 de marzo de 1964) - Biografía de Goya (16 de junio de 1969) - Zorrilla (18 de agosto de 1969) - Amalia (20 de julio de 1970) - Los miserables (19 de abril de 1971) - Quiero ver al doctor (2 de octubre de 1972) - La gaviota (22 de abril de 1974) - El hombre de los aplausos (10 de enero de 1977) - Torremolinos Gran Hotel (10 de abril de 1978) - Primera fila - La venda en los ojos (22 de enero de 1964) - El viajero sin equipaje (12 de febrero de 1964) - Gran teatro - Ni pobre ni rico sino todo lo contrario (8 de marzo de 1962) |